# Atlético Arnoia
El Atlético Arnoia es un equipo de fútbol español del municipio gallego de Arnoya, en la provincia de Orense. Fue fundado en 1969 y milita en la temporada 2021-22 en el Grupo I de la Tercera División RFEF. 

## Historia
El club fue fundado en 1969. El 25 de julio de 2021 consiguió un histórico ascenso a Tercera División RFEF, tras superar en el último partido de la segunda fase por 3-2 al Cultural Areas.

## Datos del club
- Temporadas en 1.ª: 0
- Temporadas en 2.ª: 0
- Temporadas en 1ª RFEF: 0
- Temporadas en 2ª RFEF: 0
- Temporadas en 3ª RFEF: 1
- Mejor puesto en liga: 1º (Preferente, temporada 2020/21)

| Temporada | Nivel | Categoría   | Puesto |
| --------- | ----- | ----------- | ------ |
| 1969-70   | 5     | 1ª Comarcal | 5º     |
| 1970-71   | 5     | 1ª Comarcal | 5º     |
| 1971-72   | 5     | 1ª Comarcal | 3º     |
| 1972-73   | 5     | 1ª Comarcal | 3º     |
| 1973-74   | 6     | 2ª Comarcal | 13º    |
| 1974-75   | 6     | 2ª Comarcal | 14º    |
| 1975-76   | 6     | 2ª Comarcal | 5º     |
| 1976-77   | 6     | 2ª Comarcal | ??     |
| 1977-78   | 7     | 2ª Comarcal | 3º     |
| 1978-79   | 7     | 2ª Comarcal | ??     |
| 1979-80   | 8     | 3ª Regional | 5º     |
| 1980-81   | 8     | 3ª Regional | 1º     |
| 1981-82   | 7     | 2ª Regional | 12º    |
| 1982-83   | 7     | 2ª Regional | 4º     |
| 1983-84   | 6     | 1ª Regional | 6º     |
| 1984-85   | 6     | 1ª Regional | 12º    |
| 1985-86   | 6     | 1ª Regional | 8º     |
| 1986-87   | 6     | 1ª Regional | 8º     |

| Temporada | Nivel | Categoría   | Puesto |
| --------- | ----- | ----------- | ------ |
| 1987-88   | 6     | 1ª Regional | 3º     |
| 1988-89   | 7     | 2ª Regional | 5º     |
| 1989-90   | 7     | 2ª Regional | 7º     |
| 1990-91   | 7     | 2ª Regional | 6º     |
| 1991-92   | 7     | 2ª Regional | 6º     |
| 1992-93   | 7     | 2ª Regional | 13º    |
| 1993-94   | 7     | 2ª Regional | 8º     |
| 1994-95   | 7     | 2ª Regional | 9º     |
| 1995-96   | 7     | 2ª Regional | 3º     |
| 1996-97   | 7     | 2ª Regional | 4º     |
| 1997-98   | 7     | 2ª Regional | 9º     |
| 1998-99   | 7     | 2ª Regional | 4º     |
| 1999-00   | 7     | 2ª Regional | 10º    |
| 2000-01   | 7     | 2ª Regional | 14º    |
| 2001-02   | 8     | 3ª Regional | 4º     |
| 2002-03   | 7     | 2ª Regional | 12º    |
| 2003-04   | 7     | 2ª Regional | 8º     |
| 2004-05   | 7     | 2ª Regional | 15º    |

| Temporada | Nivel | Categoría     | Puesto |
| --------- | ----- | ------------- | ------ |
| 2005-06   | 8     | 3ª Regional   | 4º     |
| 2006-07   | 7     | 2ª Autonómica | 13º    |
| 2007-08   | 7     | 2ª Autonómica | 9º     |
| 2008-09   | 7     | 2ª Autonómica | 12º    |
| 2009-10   | 7     | 2ª Autonómica | 8º     |
| 2010-11   | 7     | 2ª Autonómica | 8º     |
| 2011-12   | 7     | 2ª Autonómica | 9º     |
| 2012-13   | 7     | 2ª Autonómica | 10º    |
| 2013-14   | 7     | 2ª Autonómica | 4º     |
| 2014-15   | 7     | 2ª Autonómica | 4º     |
| 2015-16   | 7     | 2ª Autonómica | 2º     |
| 2016-17   | 6     | 1ª Galicia    | 5º     |
| 2017-18   | 6     | 1ª Galicia    | 6º     |
| 2018-19   | 6     | 1ª Galicia    | 1º     |
| 2019-20   | 5     | Preferente    | 9º     |
| 2020-21   | 5     | Preferente    | 1º     |
| 2021-22   | 5     | 3ª RFEF       |        |